# Apanteles crates
Apanteles crates är en stekelart som beskrevs av Nixon 1965. Apanteles crates ingår i släktet Apanteles och familjen bracksteklar. Inga underarter finns listade i Catalogue of Life.